# Stéphane Hessel
Stéphane Frédéric Hessel (Berlim, 20 de outubro de 1917 – Paris, 27 de fevereiro de 2013) foi um diplomata, embaixador, combatente da resistência francesa e agente da Bureau Central de Renseignements et d'Action (o serviço de inteligência da França). Nascido como alemão, Stéphane obteve a nacionalidade francesa em 1937. 

## Obras
- Indignai-vos! (prefácio de Mário Soares), Objetiva, 2011;
- Empenhai-vos! : conversa com Gilles Vanderpooten, Planeta Manuscrito, 2011;
- Não vos rendais! : com o povo, na luta pela liberdade e pelo progresso, Objectiva, 2013.